# マドモアゼル・シネマ
マドモアゼル・シネマ（Mademoiselle Cinema）は、日本のダンスカンパニーである。

## 概要
マドモアゼル・シネマは少女期の記憶の物語を紡ぐダンス集団。
東京・神楽坂セッションハウスの劇場付舞踊団として1993年に設立。作品を国内外に届ける活動“旅するダンス”を継続。仏、独、ブルガリア、オーストリア、ルーマニア、ポーランド、ポルトガル、韓国、シンガポール、メキシコ、エチオピア等、各地で公演活動を展開。重心の低い躍動的な動きと少女期の記憶を紡ぐダンスは、日本人の身体伝統を受け継ぐ現代のダンス、カブク（歌舞く）ダンスとして評価を得ている。
主宰伊藤直子は、一人ひとりの記憶と体を創作の基とした作品をダンサーと共に共同創作。原案振付演出を担当し、“個から見える普遍”で創るダンスシアターとして毎年数作品発表。またセッションハウスダンス部門プロデューサーとして年間40企画超のダンスプログラムを立案実施、コンテンポラリーダンスの普及と活性化に努める。東京工業大学非常勤講師、韓国の二つのフェスティバルの審査員など外部での活動も展開。
2008年、伊藤直子『不思議な場所』振付が第63回文化庁芸術祭新人賞受賞。2011年、ポーランド・グリフィノ国際演劇祭にて最優秀作品として観客賞受賞。世界三大フェスティバルのシビウ国際演劇祭に2008年、アヴィニョン演劇祭に2013年参加。2017年にはメキシコ・エチオピアツアー公演を実施。

## メンバー
- 伊藤直子（芸術監督）
- 竹之下たまみ
- 鈴木加奈子
- 蓮子奈津美
- 古茂田梨乃
- 中島詩織
- 須川萌
- 佐治静
- 中込美加恵

### 過去のメンバー
- 野和田恵里花

## 主な公演（旅するダンス）
- 『じめんにかじりつく』（1999年、フランス・パリ：日本大使館文化部ホール）
- 『いまぼくはここにいる』（1999年、フランス・パリ：モンド劇場） - 「フェスティバル舞'99」参加
- 『Tokyo Train』（2000年） - 「ドイツにおける日本年」参加
  - ドイツ・フランクフルト：ガロス劇場
  - ドイツ・マールブルク：市民ホール
  - ドイツ・ダルムシュタット：クナーベンシューレ
- 『2月のマーチ』（2001年、パークタワーホール） - 「ネクスト・ダンス・フェスティバル」参加
- 『一人旅』（2002年5月19日、東京：セッションハウス）
- 『矢来町界隈 -真夏のどじょう-』（2002年7月19日・20日）
- 『矢来町界隈2』（2002年8月9日、東京：赤城神社） - 「神楽坂演劇祭」参加
- 『途中下車・前夜』（2002年10月6日、東京：セッションハウス） - 「りんご企画 vol.6」
- 『Tokyo Train -Stopover-』（2002年）
  - フランス・パリ：日本大使館文化部ホール（10月15日・16日）
  - ブルガリア・ソフィア：国立文化宮殿第2ホール（10月19日）
  - ドイツ：ヴッパタール・アダ・オーベン劇場（10月24日・25日）
- 『パリ←→東京/途中下車』（東京：セッションハウス、2003年1月17日） - ゲスト：沖至（トランペット）
- 『赤い花・白い花』（東京：セッションハウス2003年5月10日）
- 『矢来町界隈〜ミジンコの花道〜』（東京：セッションハウス、2003年7月19日・20日） - ゲスト：渡辺一技（朗読）、藤田佐和子（ピアノ）
- 『一人旅』（東京：セッションハウス、2003年10月25日・26日）
- 『赤い花・白い花』（東京：東京芸術劇場小ホール、2003年12月11日） - 「東京芸術見本市」公募ショーケース参加
- 『赤い花・白い花〜ネパール前夜〜』（セッションハウス、2004年5月1日）
- 『矢来町界隈』（東京：セッションハウス、2004年8月7日・8日） - ゲスト：ジャン・サスポータス、藤田佐和子（ピアノ）
- 『矢来町界隈』（東京：赤城神社、2004年8月7日） - 神楽坂演劇祭参加
- 『赤い花・白い花 ショートバージョン』（東京・文京区：不忍通りふれあい館、2004年9月26日） - 「表現者はリレーする」参加
- 『赤い花・白い花〜ブルガリア前夜〜』（東京：セッションハウス、2004年10月2日・3日）
- 『赤い花・白い花』（2004年）
  - ブルガリア・ソフィア（10月13日・18日）
  - ブルガリア・カザンラク（10月15日）
- 『赤い花・白い花〜ネパール前夜〜』（東京：セッションハウス、2005年2月4日）
- 『東京タンゴ』（2005年） - ゲスト：ジャン・サスポータス
  - 東京：セッションハウス（9月2日・3日）
  - 鹿児島：かごしま県民交流センター県民ホール（9月7日）
  - 福岡：西市民センター（9月10日）
- 『オルフェウス』 / 『ワーズ・アパート』（東京：セッションハウス、2006年5月12日 - 14日） - シアター・クリッパ合同公演
- 『オルフェウス』 / 『ディスタンス』 / 『ワーズ・アパート』（福岡：ぽんプラザホール、2006年5月27日・28日） - シアター・クリッパ合同公演
- 『不思議な場所 -La Place Mysterieuse』（東京：セッションハウス、2006年11月4日・5日）
- 『雨の中のマーチ』（ブルガリア、2007年5月5日 - 11日） - 「4th International Youth Festival "EUROART"」参加
- 『7月の"2月のマーチ"』（東京：東京工業大学、2007年7月9日）
- 『不思議な場所 -La Place Mysterieuse』（2007年 - 2008年）
  - 山口：シンフォニア岩国（2007年10月31日）
  - 東京：セッションハウス（2007年11月3日・4日）
  - 長野：まつもと市民芸術館（2007年11月7日）
  - ルーマニア：パビリオン2007（2008年6月2日） - 「第15回シビウ国際演劇祭」参加
  - 東京：セッションハウス（2008年10月18日・19日） - 「第63回文化庁芸術祭」参加・新人賞受賞
- 『赤い花・白い花』（東京：セッションハウス、2009年3月7日・8日） - 「東京芸術見本市」参加
- 『一人一夜物語』（東京・セッションハウス、2009年8月25日 - 9月4日）
- 『不思議な場所 The Mysteriouse Place』（2009年）
  - オーストリア・ウィーン：オデオン劇場（11月21日・22日）
  - ブルガリア・ソフィア（11月26日）
- 『記憶の住人』（東京：セッションハウス、2010年3月6日・7日） - ゲスト：近藤良平（コンドルズ）
- 『いい子 わるい子 子守唄』（東京：セッションハウス、2010年7月31日・8月1日）
- 『不思議な場所 The Mysteriouse Place』（2010年）
  - 東京：セッションハウス（10月23日・24日）
  - 岡山：西川アイプラザ（10月27日）
  - 福岡：ぽんプラザホール（10月29日）
- 『東京タンゴ』（2011年）
  - 東京：セッションハウス（8月20日・21日 12月24日・25日）
- 『不思議な場所 The Mysteriouse Place』（2012年）
  - ポーランド：グリフィノ文化センター（9月4日）
  - ポルトガル：オリエンテ財団美術館内劇場（9月8日）
  - ポルトガル：マラポスタ中央文化劇場（9月10日）
- 『つぐちゃんの空』（2012年）
  - 東京：セッションハウス（6月23日・24日）
- 『舞・歌』（2013年）
  - 東京：セッションハウス（2月2日・3日） -ゲスト：大方斐紗子
- 『アンソロジー』
  - 東京：セッションハウス（5月11日・12日）
- 『赤い花・白い花』
  - フランス：アヴィニョン演劇祭（7月20日〜30日）
- 『赤い花・白い花』
  - 東京：セッションハウス：アヴィニョン凱旋公演（9月28日・29日）
- 『赤い花・白い花』
  - 東京：セッションハウス：ダンスブリッジPart2（10月26日・27日）
- 『哀しみのフーガ。そして、』（2014年）
  - 東京：セッションハウス（2月8日・9日）
- 『わたしの東京物語』
  - 東京：セッションハウス（7月20日・21日）
- 『赤い花・白い花、それから』
  - 東京：セッションハウス（10月4日・5日）
- 『刻のノート』（2015年）
  - 東京：セッションハウス（5月16日・17日）
- 『春の祭典』
  - 東京：日暮里 d-倉庫（7月29日）
- 『途中下車2015』
  - 東京：セッションハウス（12月26日・27日）
- 『いい子 わるい子 子守唄』（2016年）
  - 東京：セッションハウス：カトルカール公演（2月6日）
- 『モノガタリを探して』
  - 東京：セッションハウス（5月14日・15日）
- 『赤い花・白い花 Red flower, White flower』
  - シンガポール：in LiTHE 2016（7月15日〜17日）
- 『東京物語』
  - 北海道：札幌コンカリーニョ（8月）
- 『赤い花・白い花』
  - 東京：セッションハウス：ダンスブリッジ インターナショナル（10月22日・23日）
- 『東京物語』
  - 東京：セッションハウス（12月17日・18日）
- 『春の祭典』（2017年）
  - 東京：セッションハウス（3月18日・19日）
- 『一人旅』
  - 東京：セッションハウス（5月20日）
- 『不思議な場所』
  - 東京：セッションハウス（8月19日・20日）
  - メキシコ：パツクアロ（8月26日・27日）
  - メキシコ：レオン（9月1日・2日）
- 『女は、旅である(ショートバージョン)』
  - 東京：新宿文化センター（11月11日）
- 『赤い花・白い花』
  - エチオピア：エチオピアナショナルシアター（10月26日）
- 『女は、旅である』
  - 東京：セッションハウス（12月16日・17日） ゲスト　-大方斐紗子 吉田由布子
- 『人生劇場 －Aそらの街から　B女編　Cher life』（2018年）
  - 東京：セッションハウス（4月28日〜30日）
- 『バッドガール・ララバイ』
  - 東京：セッションハウス（9月1日・2日）
- 『海を渡る』
  - 東京：セッションハウス：ダンスブリッジ・インターナショナル2018（笠井瑞丈・奥山ばらば『薔薇の秘密』同時上演）（11月24日・25日）